# Seznam župnij Nadškofije Gorica
V Nadškofiji Gorica je 90 župnij, ki so razporejene po občinah in zaselkih v pokrajinah Gorica, Videm in Trst.

## Dekanije
Škofija je razdeljena na 10 dekanij.

### Dekanija Gorica
Obsega župnije Občine Gorica, razen Podgore, Pevme in Štandreža. Na tem območju živi 32.686 prebivalcev.
| Župnija                                | Zavetnik                  | Občina | Naselje/mestna četrt        | Prebivalci | Splet |
| -------------------------------------- | ------------------------- | ------ | --------------------------- | ---------- | ----- |
| Gorica - Sv. Hilarij in Tacijan        | Hilarij in Tacijan        | Gorica | središče                    | 3.081      |       |
| Gorica - Naša Gospa usmiljenja         | Naša Gospa usmiljenja     | Gorica | Rojce                       | 1.727      |       |
| Gorica - Marija presveta kraljica      | Marija presveta kraljica  | Gorica | Svetogorska četrt - Placuta | 1.388      |       |
| Gorica - Naša Gospa Lurška             | Naša Gospa Lurška         | Gorica | Naša Gospa                  | 850        |       |
| Gorica - Sv. srce Jezusovo in Marijino | Srce Jezusovo in Marijino | Gorica | središče                    | 3.392      |       |
| Gorica - Sv. Janez od Boga in sv. Just | Janez od Boga in Just     | Gorica | središče                    | 2.198      |       |
| Gorica - Sv. Ignacij, spovednik        | Ignacij Lojolski          | Gorica | središče                    | 3.476      |       |
| Gorica - Sv. Pij X.                    | Pij X.                    | Gorica | Pevma - Štmaver -Oslavje    | 748        |       |
| Gorica - Sv. Vid in Modest             | Vid in Modest             | Gorica | Svetogorska četrt - Placuta | 2.165      |       |
| Ločnik                                 | Jurij, mučenec            | Gorica | Ločnik                      | 3.501      |       |
| Sv. Rok                                | Rok                       | Gorica | Podturn                     | 3.300      |       |
| Sveta Ana                              | Ana                       | Gorica | Sveta Ana                   | 4.280      |       |
| Stražice                               | Jožef, obrtnik            | Gorica | Stražice                    | 2.580      |       |

### Dekanija Oglej
Obsega župnije občin Oglej, Fiumicello - Villa Vicentina, Gradež in Terzo di Aquileia ter naselja Isola Morosini v Občini Škocjan ob Soči. Na tem območju živi 21.803 prebivalcev.
| Župnija                      | Zavetnik                 | Občina                       | Naselje/mestna četrt | Prebivalci | Splet |
| ---------------------------- | ------------------------ | ---------------------------- | -------------------- | ---------- | ----- |
| Oglej                        | Mohor in Fortunat        | Oglej                        | središče             | 3.470      |       |
| Belvedere pri Ogleju         | Anton, opat              | Oglej                        | Belvedere            | 150        |       |
| Fossalon                     | Marko, evangelist        | Gradež                       | Fossalon             | 860        |       |
| Gradež                       | Evfemija                 | Gradež                       | središče             | 7.953      |       |
| Isola Morosini               | Marko, evangelist        | Škocjan ob Soči              | Isola Morosini       | 226        |       |
| Papariano                    | Marija presveta kraljica | Fiumicello - Villa Vicentina | Papariano            | 926        |       |
| Terzo di Aquileia            | Blaž, škof               | Terzo di Aquileia            | središče             | 2.050      |       |
| San Lorenzo pri Fiumicellu   | Lovrenc, mučenec         | Fiumicello - Villa Vicentina | San Lorenzo          | 643        |       |
| San Martino pri Terzu        | Martin, škof             | Terzo di Aquileia            | San Martino          | 720        |       |
| San Valentino pri Fiumicellu | Valentin, mučenec        | Fiumicello - Villa Vicentina | San Valentino        | 3.404      |       |
| Villa Vicentina              | Marija                   | Fiumicello - Villa Vicentina | Villa Vicentina      | 1.401      |       |

### Dekanija Červinjan
Obsega župniji občin Červinjan in Ruda. Na tem območju živi 16.419 prebivalcev.
| Župnija          | Zavetnik             | Občina    | Naselje/mestna četrt | Prebivalci | Splet |
| ---------------- | -------------------- | --------- | -------------------- | ---------- | ----- |
| Červinjan        | Mihael, nadangel     | Červinjan | središče             | 11.989     |       |
| Muscoli          | Zenon                | Červinjan | Muscoli              | 607        |       |
| Perteole         | Tomaž, apostol       | Ruda      | Perteole             | 927        |       |
| Ruda             | Štefan, prvi mučenec | Ruda      | središče             | 1.648      |       |
| Saciletto-Alture | Peter in Pavel       | Ruda      | Saciletto in Alture  | 421        |       |
| Strassoldo       | Nikolaj, škof        | Červinjan | Strassoldo           | 827        |       |

### Dekanija Krmin
Obsega župnije občin Koprivno, Krmin, Dolenje v Brdih, Mariano del Friuli, Medeja, Moraro, Moš in Šlovrenc ob Soči. Na tem območju živi 16.627 prebivalcev.
| Župnija            | Zavetnik              | Občina             | Naselje/mestna četrt | Prebivalci | Splet |
| ------------------ | --------------------- | ------------------ | -------------------- | ---------- | ----- |
| Krmin              | Adalbert              | Krmin              | središče             | 6.492      |       |
| Bornjan            | Foška                 | Krmin              | Bornjan              | 484        |       |
| Bračan             | Jurij, mučenec        | Krmin              | Bračan               | 740        |       |
| Koprivno           | Presveto ime Marijino | Koprivno           | središče             | 1.727      |       |
| Corona             | Marija in Zenon       | Mariano del Friuli | Corona               | 322        |       |
| Dolenje v Brdih    | Jožef                 | Dolenje v Brdih    | središče             | 397        |       |
| Mariano del Friuli | Gotard, škof          | Mariano del Friuli | središče             | 1.256      |       |
| Medeja             | Marija Vnebovzeta     | Medeja             | središče             | 1.040      |       |
| Moraro             | Andrej, apostol       | Moraro             | središče             | 742        |       |
| Moš                | Andrej, apostol       | Moš                | središče             | 1.854      |       |
| Šlovrenc ob Soči   | Lovrenc, mučenec      | Šlovrenc ob Soči   | središče             | 1.573      |       |

### Dekanija Devin
Obsega župnije občin Devin - Nabrežina in Zgonik. Na tem območju živi 10.770 prebivalcev.
| Župnija         | Zavetnik          | Občina            | Naselje/mestna četrt         | Prebivalci | Splet |
| --------------- | ----------------- | ----------------- | ---------------------------- | ---------- | ----- |
| Devin           | Janez Krstnik     | Devin - Nabrežina | Devin in Štivan              | 2.150      |       |
| Nabrežina       | Rok               | Devin - Nabrežina | Nabrežina                    | 2.186      |       |
| Mavhinje        | Nikolaj, škof     | Devin - Nabrežina | Mavhinje                     | 815        |       |
| Šempolaj        | Pelagij, mučenec  | Devin - Nabrežina | Šempolaj                     | 704        |       |
| Sesljan         | Frančišek Asiški  | Devin - Nabrežina | Sesljan in Naselje sv. Mavra | 3.700      |       |
| Zgonik          | Mihael, nadangel  | Zgonik            | središče                     | 845        |       |
| Ribiško naselje | Marko, evangelist | Devin - Nabrežina | Ribiško naselje              | 370        |       |

### Dekanija Gradišče ob Soči
Obsega župnije občin Fara ob Soči, Gradišče ob Soči, Romans ob Soči, Zagraj in Vileš. Na tem območju živi 16.068 prebivalcev.
| Župnija                          | Zavetnik           | Občina           | Naselje/mestna četrt | Prebivalci | Splet |
| -------------------------------- | ------------------ | ---------------- | -------------------- | ---------- | ----- |
| Gradišče ob Soči - Stolnica      | Presveti odrešenik | Gradišče ob Soči | središče             | 4.683      |       |
| Gradišče ob Soči - Sv. Valerijan | Valerijan, škof    | Gradišče ob Soči | središče-zahod       | 1.986      |       |
| Fara ob Soči                     | Marija Vnebovzeta  | Fara ob Soči     | središče             | 1.762      |       |
| Zdravščine                       | Pavlin, škof       | Zagraj           | Zdravščine           | 658        |       |
| Romans ob Soči in Fratta         | Marija oznanjena   | Romanž na Soči   | središče in Fratta   | 3.346      |       |
| Zagraj                           | Nikolaj, škof      | Zagraj           | središče             | 1.294      |       |
| Martinščina                      | Martin, škof       | Zagraj           | Martinščina          | 255        |       |
| Versa pri Romansu                | Andrej, apostol    | Romanž na Soči   | Versa                | 384        |       |
| Vileš                            | Rok                | Vileš            | središče             | 1.700      |       |

### Dekanija Tržič
Obsega župnije občin Tržič e Štarancan. Na tem območju živi 33.255 prebivalcev.
| Župnija                           | Zavetnik                  | Občina    | Naselje/mestna četrt    | Prebivalci | Splet |
| --------------------------------- | ------------------------- | --------- | ----------------------- | ---------- | ----- |
| Tržič - Sv. Ambroža               | Ambrož                    | Tržič     | središče                | 10.046     |       |
| Tržič - Beata Vergine Marcelliana | Beata Vergine Marcelliana | Tržič     | Marcelliana-Pancan      | 4.500      |       |
| Tržič - Sv. Jožef                 | Jožef                     | Tržič     | Largo Isonzo-Crociera   | 4.150      |       |
| Tržič - Sv. Nikolaj in Peter      | Nikolaj in Peter          | Tržič     | Aris-San Polo-Anconetta | 4.000      |       |
| Tržič - Presveti odrešenik        | Presveti odrešenik        | Tržič     | Romana-Solvay           | 4.010      |       |
| Štarancan                         | Peter in Pavel            | Štarancan | središče                | 6.549      |       |

### Dekanija Ronke
Obsega župnije občin Foljan - Sredipolje, Ronke, Škocjan ob Soči, Špeter ob Soči in Turjak; ne obsega župnije naselja Isola Morosini v Občini Škocjan ob Soči (dekanija Oglej). Na tem območju živi 24.362 prebivalcev.
| Župnija                        | Zavetnik                      | Občina              | Naselje/mestna četrt | Prebivalci | Splet |
| ------------------------------ | ----------------------------- | ------------------- | -------------------- | ---------- | ----- |
| Ronke - Sv. Lovrenc in Nedelja | Lovrenc in Nedelja            | Ronke               | središče in Selce    | 4.900      |       |
| Begliano                       | Marija Magdalena              | Škocjan ob Soči     | Begliano             | 1.047      |       |
| Fogliano                       | Elizabeta                     | Foljan - Sredipolje | Foljan               | 1.720      |       |
| Pieris                         | Andrej, apostol               | Škocjan ob Soči     | Pieris               | 3.085      |       |
| Sredipolje - Polač             | Jakob, apostol                | Foljan - Sredipolje | Sredipolje in Polač  | 1.326      |       |
| Ronke - Marija, mati Cerkve    | Mati Cerkve                   | Ronke               | središče-sever       | 3.484      |       |
| Škocjan ob Soči                | Kancijan in tovariši, mučenci | Škocjan ob Soči     | središče             | 2.019      |       |
| Špeter ob Soči                 | Peter, apostol                | Špeter ob Soči      | središče             | 1.965      |       |
| Turjak                         | Rok                           | Turjak              | središče             | 2.716      |       |
| Vermegliano                    | Štefan, prvi mučenec          | Ronke               | Romjan               | 2.100      |       |

### Dekanija Štandrež
Obsega župnije občin Doberdob, Števerjan in Sovodnje ob Soči ter naselij Podgora, Pevma in Štandrež v Občini Gorica. Na tem območju živi 7.173 prebivalcev.
| Župnija          | Zavetnik                    | Občina           | Naselje/mestna četrt     | Prebivalci | Splet |
| ---------------- | --------------------------- | ---------------- | ------------------------ | ---------- | ----- |
| Štandrež         | Andrej, apostol             | Gorica           | Štandrež                 | 1.716      |       |
| Doberdob         | Martin, škof                | Doberdob         | središče                 | 940        |       |
| Gabrje           | Nikolaj, škof               | Sovodnje ob Soči | Gabrje                   | 407        |       |
| Jamlje           | Anton Padovanski            | Doberdob         | Jamlje                   | 410        |       |
| Podgora          | Just, mučenec               | Gorica           | Podgora                  | 980        |       |
| Pevma            | Maver in Silvester          | Gorica           | Pevma - Štmaver -Oslavje | 546        |       |
| Rupa             | Marko, evangelist           | Sovodnje ob Soči | Rupa                     | 506        |       |
| Števerjan        | Florjan in Marija Pomočnica | Števerjan        | središče in Jazbine      | 833        |       |
| Sovodnje ob Soči | Martin, škof                | Sovodnje ob Soči | središče                 | 835        |       |

### Dekanija Visco
Obsega župnije občin Aiello del Friuli, Campolongo Tapogliano, Chiopris - Viscone, San Vito al Torre in Visco. Na tem območju živi 6.229 prebivalcev.
| Župnija            | Zavetnik                  | Občina                  | Naselje/mestna četrt | Prebivalci | Splet |
| ------------------ | ------------------------- | ----------------------- | -------------------- | ---------- | ----- |
| Visco              | Marija Velika             | Visco                   | središče             | 800        |       |
| Aiello del Friuli  | Urh                       | Aiello del Friuli       | središče             | 1.612      |       |
| Campolongo         | Jurij, mučenec            | Campolongo - Tapogliano | Campolongo al Torre  | 762        |       |
| Chiopris - Viscone | Mihael, nadangel in Zenon | Chiopris - Viscone      | Chiopris in Viscone  | 650        |       |
| Crauglio           | Kancijan, mučenec         | San Vito al Torre       | Crauglio             | 420        |       |
| Joannis            | Neža                      | Aiello del Friuli       | Ioannis              | 650        |       |
| San Vito al Torre  | Vid in Andrej, apostol    | San Vito al Torre       | središče             | 887        |       |
| Tapogliano         | Martin, škof              | Campolongo - Tapogliano | Tapogliano           | 448        |       |